# 香港新界第一屆村代表補選
香港新界第一屆村代表補選，指2003年香港新界村代表選舉後，因村代表名額空缺而舉行之歷次補選。

## 2004年香港新界村代表補選
2004年香港新界村代表補選是香港於2004年為選出新界村代表而舉行的補選。選舉於2004年3月28日舉行。該次選舉設有共90個席位，其中有33名候選人在無對手的情況下自動當選，填補7個原居民代表和26個居民代表的村代表空缺。補選中餘下57個村代表空缺，在提名期結束時均沒有有效提名。因沒有席位需要競逐，3月28日不用補選。
為選出粉嶺區鄉事委員會粉嶺村原居民代表和大嶼南區鄉事委員會咸田原居民代表，政府於11月28日舉行村代表補選。兩條鄉村1277名登記選民中，共有759人投票，整體投票率為59.44%。粉嶺的投票率為60%，咸田為53.57%。

## 2005年香港新界村代表補選
2005年香港新界村代表補選是香港於2005年為選出荃灣鄉事委員會新村原居民代表和南丫島北段鄉事委員會榕樹塱居民代表而舉行的補選。該兩名候選人均是他們鄉村的唯一有效提名候選人，因此他們自動當選以填補空缺。因沒有席位需要競逐，3月28日不用補選。 

## 2006年香港新界村代表補選
為選出十八鄉鄉事委員會東頭村原居民代表、西貢鄉事委員會蛇頭原居民代表和十八鄉崇正新村（一）居民代表，政府於1月8日舉行村代表補選。元朗東頭村的投票率為65.64％、西貢蛇頭為57.14％，元朗崇正新村（ 一 ）則為65. 87％，整體投票率為65.34％。
政府於5月21日補選，填補一個在大埔鄉事委員會沙螺洞張屋的原居民代表空缺。投票率為57.71％。
政府於10月15日為九條鄉村補選五個原居民代表和四個居民代表。在提名期結束時均沒有有效提名。因沒有席位需要競逐，10月15日不用補選。